# C.I.A tái xuất
C.I.A tái xuất (tựa gốc: Red) là một bộ phim hành động hài của Mỹ năm 2010 lấy cảm hứng từ loạt truyện tranh giới hạn cùng tên do Warren Ellis và Cully Hamner sáng tạo và xuất bản bởi xưởng in Homage Comics của DC Comics. Phim có sự tham gia của Bruce Willis, Morgan Freeman, John Malkovich, Mary-Louise Parker, Helen Mirren và Karl Urban, với Robert Schwentke đạo diễn và kịch bản viết bởi Jon Hoeber và Erich Hoeber. Trong phim, tựa đề Red xuất phát từ sáng kiến của nhân vật cựu đặc vụ C.I.A Frank Moses (Bruce Willis thủ vai), nghĩa là "Đã nghỉ hưu, cực kỳ nguy hiểm".
C.I.A tái xuất công chiếu vào ngày 15 tháng 10 năm 2010 trên toàn cầu và khởi chiếu ở Việt Nam vào ngày 25 tháng 10 năm 2010. Doanh thu toàn cầu của phim là $199 triệu USD. Vào năm 2011, phim nhận một đề cử Quả cầu vàng cho phim hài/ca nhạc hay nhất. Phần tiếp theo, C.I.A tái xuất 2 công chiếu ngày 19 tháng 7 năm 2013.